# Atzagaia
Una atzagaia (de l'àrab az-zaḡāya, que prové a la vegada de l'amazic zaġāya, ‘llança’), és una arma llancívola primitiva i lleugera que es llança amb la mà (com una javelina) o amb l'ajuda d'un propulsor, i que generalment té la punta de banya de cèrvid, un mànec de fusta i, potser, també, unes plomes en la part final per a estabilitzar el vol, com es fa amb les fletxes.

## Història

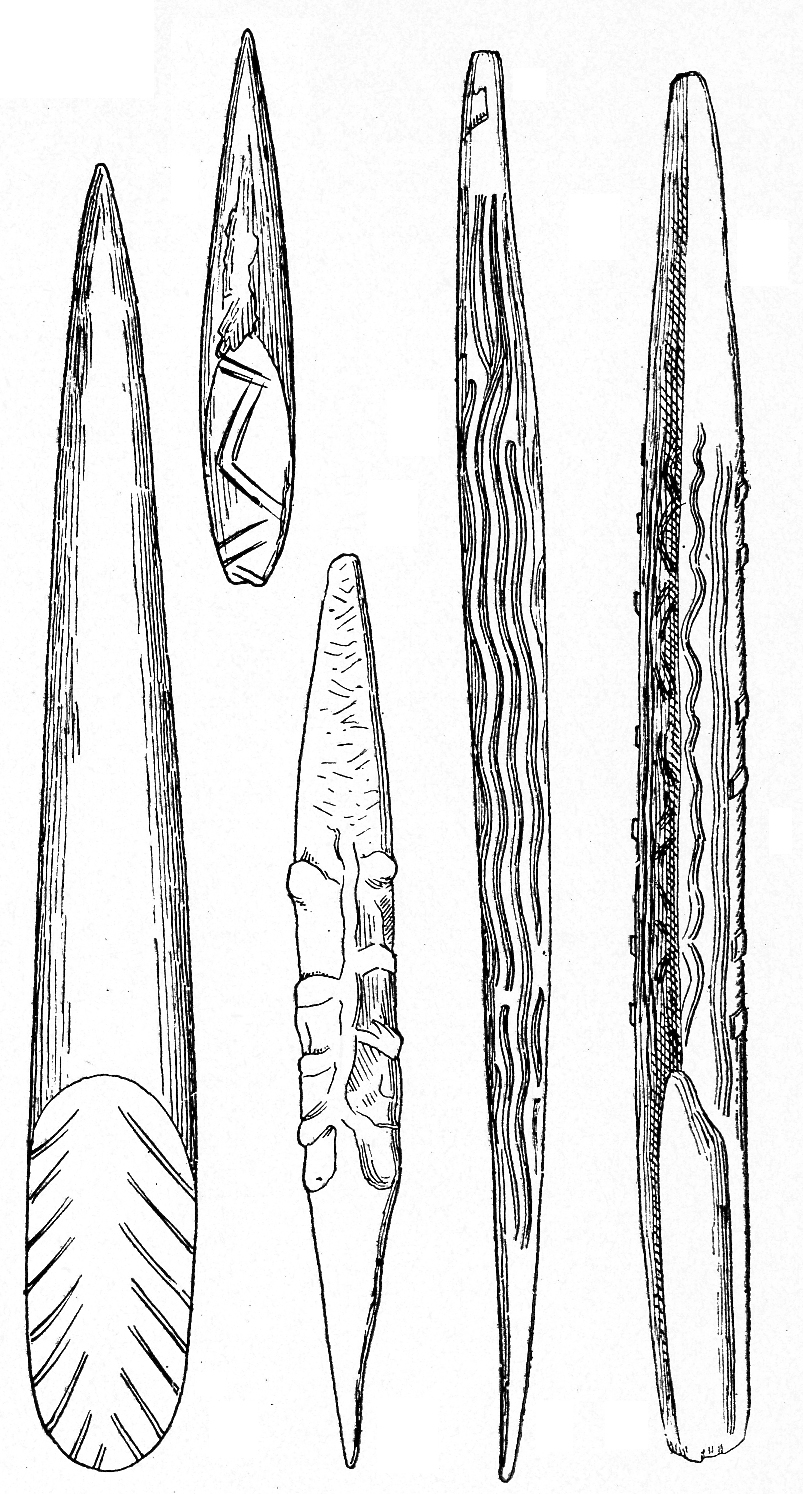
Atzagaies profusament decorades del magdalenià

La punta de l'atzagaia és, generalment, l'única resta que troben els arqueòlegs en les excavacions, perquè el mànec de fusta es podreix amb el pas del temps. Per aquesta raó, la paraula atzagaia és emprada, en arqueologia, per a referir-se indistintament a les llances completes o a les puntes de banya d'aquest tipus d'armes de caça. L'ús de diversos tipus d'atzagaia es va generalitzar a tot Àfrica i va ser l'arma més freqüent utilitzada abans de la introducció de les armes de foc. Els Zulu i altres tribus Nguni de Sud-àfrica eren conegudes pel seu ús de l'atzagaia.
Les atzagaies són característiques del Paleolític superior europeu i, atès que han anat evolucionant amb el temps, és possible assignar un o diversos models característics per a cadascuna de les cultures d'aquesta fase de la prehistòria:
- Aurinyacià: atzagaies de base enfonsada i atzagaies losanges.
- Gravetià: atzagaies de base bisellada i atzagaies fusiformes.
- Solutrià: atzagaies amb la zona central aplanada (també n'hi ha de bisellades i fusiformes).
- Magdalenià: al costat de les anteriors, apareixen les atzagaies de ranures (probablement, per a incrustar micròlits), atzagaies de base bifurcada i atzagaies profusament decorades.[5]